# Foc mort
Foc mort (títol original: Dead Fire) és un telefilm canadenc dirigit per Robert Lee, difós l'any 1997. Ha estat doblada al català.

## Argument
Després que la Terra va ser devastada, els escassos supervivents troben refugi a bord d'una nau espacial. Mentre que la població està en hibernació, una científica intenta recrear un ecosistema viable. Per la seva banda, els militars prenen el control de la nau per la força.

## Repartiment
- Colin Cunningham: Cal Brody
- Monika Schnarre: Kendall Black
- Matt Frewer: Max Durbin
- C. Thomas Howell: Tucker
- Rachel Hayward: Alexa Stant
- Lucie Zednícková: Celeste
- Gerard Whelan: Mathers
- Robert Russell: Holden
- Jim Thorburn: Danner
- Milà Gargula: Earl
- Richard Toth: Gizmo
- Petr Drozda: Salem Jones
- Martin Hub: Otto Klein
- Karel Vávrovec: Pitt Digger
- Dusan Hyska: Rainey

## Al voltant de la pel·lícula
- El cineasta i el compositor havien treballat junts a Hostatges en perill (1996), Act of War (1998), o The Operative (2000).